# 北勢 (高雄市)
北勢，是臺灣高雄市旗山區的一個傳統地域名稱，位於該區西部。相較於今日行政區，其範圍大致包括三協里不含南部西半側及東端、東昌里西部凸出部分的西大半部、太平里西端。
本地區境內主要聚落為北勢、頭林、虎頭山腳、武鹿坑。

## 歷史
台灣日治初期，北勢地區為一街庄，稱為「北勢庄」（舊制街庄），隸屬於羅漢外門里。該庄昔日北與腳帛藔庄為鄰，東北與蕃薯藔街為鄰，東南段隔楠梓仙溪與旗尾庄為界，南邊為溪州庄，西邊為南安老庄、打鹿埔庄。
1901年（日治明治三十四年）11月11日，全台廢縣廳改設二十廳，該庄隸屬於蕃薯藔廳。1904年（明治三十七年）2月16日，該庄編入「蕃薯藔區」，隸屬於蕃薯藔廳。1909年（明治四十二年）10月25日，全台合併二十廳為十二廳，蕃薯藔區改隸屬於阿緱廳。1920年（大正九年）10月1日，全台地方制度大改正，廢十二廳改設五州二廳，該庄改制為「北勢」大字，隸屬於高雄州旗山郡旗山街（新制街庄）。
戰後旗山街改制為旗山鎮，隸屬於高雄縣，大字亦改制為里。1950年（民國39年）10月1日，高、屏分治，旗山鎮仍隸屬於高雄縣。2010年（民國99年）12月25日，高雄縣、市合併為直轄高雄市，旗山鎮改制為旗山區。

## 聚落
本地區發展較早的聚落為北勢、頭林、虎頭山腳、武鹿坑，在日治初期的官方地圖上已有記載。

## 交通
省道台3線俗稱「內山公路」，是台北至屏東的幹道，經過本地區極東點地帶。由該道路北行可前往旗山區旗山市區、內門區、臺南市南化區、玉井區等地；南行可前往旗山區/美濃區交界地帶、屏東縣里港鄉、九如鄉、屏東市等地。
省道台28線是湖內橋至茂林（實際終點為大津）的幹道，經過本地區的北部邊界地帶西側及北部中央凸出部分的頸部。由該道路西行可前往內門區/田寮區交界地帶、田寮區、阿蓮區、路竹區等地；東行可前往旗山區旗山市區、美濃區、六龜區南部，並止於該區東南端的省道台27線路口。
省道台29線是達卡努瓦至林園的幹道，也是楠梓仙溪流域的主要連絡道路，經過本地區的林頭聚落東郊、北勢聚落、虎頭山腳聚落。由該道路北行可前往旗山區旗山市區、甲仙區、那瑪夏區，並止於達卡努瓦部落內十字路口；南行可前往大樹區、大寮區、林園區，並止於省道台17線路口。
區道高90線是半天寮至北勢的道路，其西側端點（起點）位於本地區西南部山區，由此向東蜿蜒而行，會經過本地區的武鹿坑聚落。